# Nicolas Lenoir
Pour les articles homonymes, voir Lenoir.
Samson Nicolas François Lenoir, dit Lenoir le Romain, est un architecte français né à Saint-Germain-en-Laye le 3 juillet 1733 et mort à Paris le 29 juin 1810.
Représentant du style néoclassique, il commença sa carrière en Bourgogne, actif surtout à Dijon et à Beaune, avant de la poursuivre à Paris après 1763. Il s'y livra à de grandes spéculations immobilières, notamment dans le quartier d'Aligre et au Faubourg Poissonnière. En 1781, il construisit en trois mois le théâtre de la Porte-Saint-Martin pour y installer l'Opéra après l'incendie de sa salle du Palais-Royal. Mais cette opération ébranla ses finances et, malgré diverses tentatives pour les rétablir, il finit sa vie dans la gêne sous le Premier Empire.

## Biographie
Samson-Nicolas Lenoir est né à Saint-Germain-en-Laye de parents parisiens, fils de Noël Lenoir, peut-être négociant limonadier. Sa mère, Louise Béguin, fille de Nicolas Béguin, entrepreneur de bâtiments, était marchande de mode rue de l'Oratoire-Saint-Honoré. La famille de Samson Nicolas Lenoir devait certainement appartenir aux professions du bâtiment, « car la rapidité de sa réussite n'appartient qu'à l'héritier d'un savoir-faire familial. »

### Formation et séjour en Italie
Désigné comme élève de Jacques François Blondel, Lenoir monta en loge pour le Prix de Rome en 1752, face à Charles De Wailly, qui eut le prix, Pierre-Louis Moreau-Desproux et Pierre-Louis Helin. Il partit néanmoins pour l'Italie à ses frais et fréquenta l'Académie de France à Rome sans en être officiellement pensionnaire. Plus tard, il se déclarait « ancien élève » de la prestigieuse institution et prit le surnom « le Romain » sans doute pour entretenir la confusion.
Selon Michel Gallet : « Certaines constantes de son œuvre, si pénétrée d'éléments maniéristes, suggèrent qu'il s'est arrêté à Gênes, où il noua aussi d'utiles relations. Fait plus rare parmi sa génération, il dut pousser jusqu'à Venise et y étudier le style des ingénieurs, Da Ponte, Sanmicheli, Benoni, qui perce dans ses projets de marchés et d'entrepôts. »

### 1755-1763: les années bourguignonnes
De retour en France, il commença sa carrière en Bourgogne, et plus particulièrement à Dijon où subsistent plusieurs de ses œuvres de jeunesse. Il est incontestablement l'auteur de l'hôtel de Lantenay, construit entre 1756 et 1759 pour Bénigne III Bouhier de Fontaine, qui abrita l'intendance avant de devenir la préfecture. Bien implanté dans la capitale bourguignonne en 1760, où il vivait dans la compagnie des artistes et des mécènes, il travailla également en Lorraine pour la maîtrise des Eaux et Forêts. Le président Fyot de La Marche le présenta à Voltaire en 1761 et il semble qu'il bâtit la modeste église de Ferney, surtout connue pour l'inscription Deo erexit Voltaire .

### Architecte et spéculateur immobilier parisien
Dès la fin de la guerre de Sept Ans, Lenoir s'établit à Paris où il poursuivit une intense carrière d'architecte et de spéculateur. Profitant du rétablissement de la confiance sous les ministères de Turgot et de Necker, des investisseurs immobiliers achetaient, à la périphérie de la capitale, des terrains mal exploités par des communautés religieuses et, avec l'agrément de la Ville de Paris et du Conseil du roi, ils aménageaient la voirie, créaient des égouts couverts, perçaient des rues qui recevaient des noms d'échevins – Buffault, Taitbout, La Michodière, Hauteville, Caumartin... – et faisaient construire dans ces lotissements des bâtiments d'habitation ordonnés de préférence autour d'un édifice public. Lenoir fut l'un des plus actifs dans ces opérations ce qui lui valut de bâtir des marchés, des greniers, une banque, des théâtres, des salles de danse...
En 1763, pour l'abbaye Saint-Antoine-des-Champs, Lenoir ajouta deux nouvelles ailes aux bâtiments abbatiaux, dont l'une subsiste dans le complexe de l'hôpital Saint-Antoine. À l’initiative de Gabrielle Charlotte de Beauvau-Craon qui voulait créer un marché de denrées comestibles et de fourrage et désengorger la rue du Faubourg-Saint-Antoine, il construisit le marché d'Aligre en 1767 sur des terrains cédés par l'abbaye à des opérateurs privés regroupés autour de lui, dont le sieur Chomel de Scériville qui servit de prête-nom pour la revente des immeubles. Lenoir conçut le plan-masse du lotissement, le marché, les quatre immeubles formant les angles de la place centrale ovale. Il traça quatre rues, parallèles deux à deux pour desservir la place du marché : la rue d'Aligre, la rue Lenoir-Faubourg-Saint-Antoine, la rue de Cotte et la rue Trouvée. Il s'attacha à édifier entre 1767et 1786 des maisons de rapport d’une très grande qualité architecturale, dont le no 17, rue d'Aligre porte témoignage. Certaines parcelles sont constituées de vastes immeubles, souvent dotés de longues et grandes cours.
Lenoir se lia dans ses affaires à son beau-père, Henri Riboutté, contrôleur des rentes de la Ville et administrateur de la Royale incendies, ainsi qu'au banquier Guillaume Kornmann, qui fit un procès à Beaumarchais pour une retentissante affaire de mœurs. Avec plusieurs de ses collègues notamment Goupy, Delafosse, Barré, Ledoux, Bélanger, Perrard de Montreuil, il fut actif dans le quartier du faubourg Poissonnière, dit aussi la « nouvelle France », créé par François Benoît de Sainte-Paulle sur les anciennes cultures des Filles-Dieu.
Au nord, vers le Clos-Cadet, la rue Bleue et la rue Buffault, il fut associé au notaire Margantin. Associé à Douet de Montigny, il édifia pour l'entrepreneur et spéculateur Jean Bimont le côté sud de l'actuelle place de la Bourse. Pour la famille de Choiseul, il construisit entre la rue de Choiseul et la rue Pagevin. Rue d'Angiviller (aujourd'hui disparue), près de la colonnade du Louvre, il construisit dans le cadre d'une spéculation menée en association avec Étienne Navault, receveur des domaines de la généralité de Lyon, un ensemble immobilier de cent travées de sept niveaux sous une forte corniche dorique qui impressionna par son austérité et sa monumentalité. De l'autre côté du Louvre, à l'angle de la rue Saint-Honoré et de la rue Saint-Nicaise, sur l'emplacement des Quinze-Vingts, transférés au faubourg Saint-Antoine, il construisit des immeubles de rapport et amorça la reconstruction de la place du Palais-Royal. Entre le quai de la Tournelle et le collège des Bernardins, il édifia la halle aux Veaux. Les Destutt de Tracy le chargèrent de construire un ensemble immobilier rue Saint-Denis à proximité de l'abbaye Saint-Chaumont, opération dont la rue de Tracy conserve le souvenir. Il fit l'acquisition en 1778 du château des Ternes qu'il transforma en habitations et dont il lotit les abords, et construisit l'église Saint-Leu-Saint-Gilles de Bagnolet.
En 1781, les affaires traitées par le cabinet de Lenoir engageaient un volume de capitaux considérable de 18 à 20 millions de francs. Elles assuraient du travail à nombre d'architectes moins renommés comme Hiver (ou Yvert), Montigny et Beaudoin.

### Le théâtre de la Porte-Saint-Martin (1781)
Pour assurer sa réputation, Lenoir eut l'ambition de construire un théâtre. En 1782, lorsqu'on envisagea de donner une nouvelle salle aux Italiens, il s'associa avec Benoît de Sainte-Paulle pour proposer de la situer dans le quartier du Faubourg Poissonnière, au centre d'une place ovale vers laquelle convergeraient de nouvelles rues. Cette disposition permettait d'isoler le théâtre, précaution utile en cas d'incendie. Le projet est connu, dans ses élévations, par « un très beau dessin en perspective qui dilate abusivement le volume et les espaces (collection Destailleur). Le péristyle ionique est tourné vers le Boulevard. Les élévations latérales, divisées en deux niveaux et ceinturées de balcons ont été jugées mesquines mais vont valoir le péristyle. Le comble est une pyramide à huit versants. Commodité essentielle : une galerie passant sous la salle aurait traversé le rez-de-chaussée d'outre en outre et permis aux voitures de déposer et de reprendre leurs passagers à couvert », innovation sans doute inspirée de l'hôtel Thellusson, chef-d'œuvre que venait d'achever Claude Nicolas Ledoux.
Bien qu'il ait eu le soutien de l'intendant des Menus-Plaisirs, Papillon de La Ferté, et fut appuyé par la plume de l'abbé de Lubersac, le projet de Lenoir fut écarté au profit de celui de Choiseul qui installa les Italiens sur le boulevard qui porte aujourd'hui leur nom, à l'emplacement de l'hôtel construit pour le grand-père de sa femme, Pierre Crozat, à l'emplacement actuel de l'Opéra-Comique, là même où Lenoir proposait d'installer la Caisse d'Escompte.

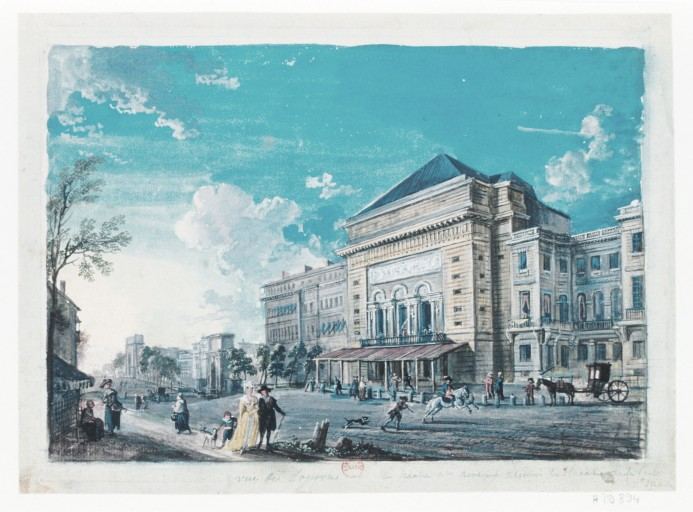
Le Théâtre de la Porte Saint-Martin vers 1790.

Lenoir avait été plus heureux avec l'Opéra qu'il fallut reloger d'urgence après le second incendie du Palais-Royal, le 8 juin 1781. Il ne lui fallut pas plus de deux jours pour proposer un projet de reconstruction in situ. Mais d'autres possibilités furent évoquées : utilisation de la Salle des Jeunes Élèves que Trou dit Henry venait de construire sur le boulevard du Temple et qui avait été fermée dès 1780, ou de la Salle des Machines des Tuileries, que la Comédie-Française devait libérer prochainement pour prendre possession du Théâtre de l'Odéon, ou encore construction d'une nouvelle salle selon un projet de Bélanger sur un terrain appartenant aux Menus-Plaisirs.
Lenoir proposa, pour sa part, de construire une nouvelle salle sur un terrain que lui-même et ses commanditaires, Kornmann et Riboutté, possédaient à l'entrée de la rue de Bondy, à proximité de la Porte Saint-Martin. Cette idée reçut l'approbation de Louis XVI et la construction de la nouvelle salle fut réalisée en un temps record de 86 jours, entre le 26 août et le 26 octobre 1781. Pour cela, on dut autoriser les charrois de matériaux à entrer nuitamment dans la capitale et l'on travailla les dimanches et fêtes. Quinze jours avant l'ouverture, Lenoir exposait dans le Journal de Paris : « J'ai l'honneur de prévenir les dames que je n'ai pas employé le plâtre dans tout l'intérieur de la salle [...] J'ai donné de la pente aux loges, afin que les personnes qui se trouvent sur les bancs de derrière puissent voir par-dessus la tête de leurs voisins sans être obligées de se lever. » Tout fut badigeonné à la détrempe dans des tons bleu, blanc et or.
Malgré ces précautions, le public s'effrayait de la rapidité avec laquelle l'édifice avait été élevé. Pour en démontrer la solidité, on donna une représentation gratuite le 27 octobre 1781. 6 000 personnes s'entassèrent dans un théâtre prévu pour 1 800, sans qu'il en résultât d'accident fâcheux. Lenoir put remettre la clé de sa loge à la Reine Marie-Antoinette, qui venait de mettre au monde un Dauphin.
Connue sous le nom de théâtre de la Porte-Saint-Martin, la nouvelle salle présentait « une façade qui manifestait l'indépendance d'esprit et l'éclectisme de Lenoir. Les atlantes du rez-de-chaussée étaient des motifs qu'il avait toujours aimés. Mais la frise en bas-relief et les trois serliennes éclairant le foyer étaient des concessions au goût du jour. Ce dispositif central contrastait avec le traitement sévère et le percement parcimonieux des surfaces avoisinantes. »

### Revers de fortune et construction de Vauxhalls

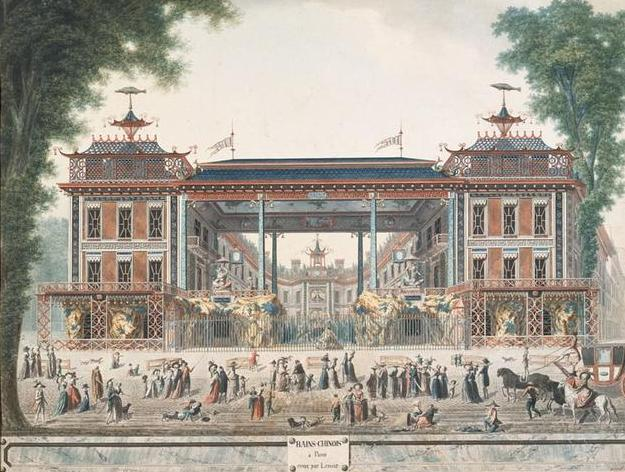
Les Bains chinois, boulevard des Italiens, 1787. Paris, musée Carnavalet.

Lenoir profita également de la vogue, importée d'Angleterre, des luxueux établissements de plaisirs appelés « Vauxhalls ». Pour l'entrepreneur Le Bourguignon, il transforma le Vauxhall d'hiver créé en 1769 par les frères Ruggieri à la foire Saint-Germain. Puis, il prit l'établissement à son compte et le transféra, sous le nom de Panthéon d'Hiver au Palais-Royal, foyer de la prostitution et du jeu, sur un terrain biscornu dont il tira habilement parti, rue Saint-Thomas-du-Louvre. On y trouvait un salon chinois, un café turc, et l'architecte s'y réserva un appartement personnel. Les guides du temps décrivent des lieux « magiques, enchanteurs, galants et voluptueux » L'entrée coûtait une livre seize sols mais on pouvait également s'abonner pour une somme mensuelle de cinq à neuf livres.
Lenoir construisit également en 1774 le Vauxhall de Bordeaux et, en 1787, le pittoresque établissement des Bains chinois, boulevard des Italiens, qui abritait, outre des bains, un restaurant, un café et un magasin de mode (détruit en 1853).
Dans les années 1780, les affaires de Lenoir souffrirent de ses rapports financiers avec le machiniste Boullet ainsi que des engagements contractés pendant l'opération de l'Opéra. « Bien qu'il n'ait jamais cessé d'être actif, il se débattit désormais dans les embarras d'une déconfiture larvée. Happé dans l'engrenage des affaires, il n'avoua jamais sa détresse. » Il traversa sans encombre la Révolution française, en profita pour spéculer sur les biens nationaux pour tenter de rétablir sa situation de fortune.
À cette époque, il fit graver un projet d'opéra de forme circulaire à construire au Carrousel. Sous le Premier Empire, il construisit l'abattoir de Villejuif. Il tenta une dernière spéculation en construisant le Théâtre de la Cité, face au Palais de Justice, genre de Vauxhall entouré de rues intérieures qui préfiguraient les passages et doté d'un décor extravagant. L'établissement devint ensuite le Bal du Prado.
« Séparé à l'amiable de son épouse, voyant peu ses enfants, il mourut chez le concierge du Louvre, dans une relative pauvreté, mais non dans l'indigence comme l'écrit le rédacteur du Grand Larousse. Lenoir avait été un homme droit, courageux et puissamment organisé, digne dans toutes ses attitudes, conciliant, clair et direct dans sa correspondance. Très exigeant pour lui-même, il le fut pour ses collaborateurs. Nous avons trouvé sur un dessin cette inscription de sa main : “Il faut une pareille copie pour demain à onze heures du matin”. Les Goncourt ont signalé Lenoir comme “un architecte plein d'attentions pour les femmes”. En Lenoir, l'artiste et l'homme d'affaires s'étaient égalés. Sa figure légendaire avait frappé les Parisiens et resta longtemps dans leur souvenir. »
Une rue de Dijon porte aujourd'hui le nom de Lenoir. À Paris, une portion de la rue d'Aligre, dans un quartier qu'il contribua à lotir, s'appelait autrefois la rue Lenoir.

## Œuvres principales

### En Bourgogne

#### À Dijon
- Hôtel Bouhier de Lantenay (47, rue de la Préfecture, actuel siège de la préfecture de région) : Hôtel élevé de 1756 à 1759 pour Bénigne III Bouhier de Fontaine, brigadier des armées du roi, frère du célèbre président Bouhier ; achevé par son fils, Bénigne IV Bouhier de Fontaine, marquis de Lantenay et conseiller au Parlement. Il a abrité l'intendance de Bourgogne (1781) puis la préfecture (depuis 1800). « C'est l'un des édifices de transition les plus importants où apparaît en France l'esprit néo-classique. Conformément aux traditions dijonnaises, une apparence réservée a été donnée par Lenoir à l'espace public de la cour d'honneur, tandis que les signes de noblesse et d'opulence ont été réservés à l'élévation sur le jardin. L'œuvre étonne par sa modénature brutale et son ordre colossal interdit aux élèves de Blondel dans les édifices particuliers. Des pilastres ioniques embrassent les deux premiers niveaux des trois avant-corps ; ils sont relayés dans l'attique par des gaines cannelées que surmontent des mufles de lions. Dans le sens horizontal, des serviettes et des frises de canaux se déploient entre les étages. Certaines travées de l'attique sont percées d'œils-de-bœuf. Les appuis des fenêtres admettent encore des ferronneries Louis XV, mais une balustrade dissimule la toiture au sommet du bâtiment. L'hôtel de Lantenay a fait date dans l'architecture bourguignonne ; l'architecte Charles Saint-Père (d) l'a imité dans son projet pour Montmusard. »[25]
- Hôtel Montillet (3, rue Buffon) : construit en 1757 pour Pierre Jobard, trésorier au Parlement de Bourgogne.
- Petit hôtel Berbisey (27, rue Berbisey) : Légué par Jean de Berbisey, premier président du Parlement de Bourgogne, au profit des premiers présidents afin qu'ils puissent soutenir leur rang, il est entièrement remanié de 1761 à 1767 par Lenoir pour Jean-Philippe Fyot de La Marche, commanditaire du château de Montmusard[26]. Le projet de Lenoir a été gravé par Monnier. « Cette architecture est inspirée des estampes de Delafosse et de J.-Fr. De Neufforge. On y trouve des atlantes hissés sur des gaines, des diglyphes et des mutules doriques, des bustes sur des consoles, des serviettes, des frises de postes. »[27]
- Hôtel de Loisy[28].

#### À Beaune
- Porte Saint-Nicolas, porte de ville, rue de Lorraine (1762-1770) : Le projet de reconstruction de la porte, d'un nouveau pont, du logement du portier et d'une glacière fut dressé en 1762 par Lenoir Le Romain. Le 23 juillet 1762, Théodore Chevignard de Chavigny, gouverneur de Beaune, fit don de 4 800 livres pour participer à l'édification de la porte. Jacques Lebrun, charpentier et entrepreneur à Beaune obtint l'adjudication des travaux en septembre 1762. Les travaux furent surveillés par Denis Lenoir, frère et représentant de l'architecte[29].
- Porte Bretonnière, porte de ville, rue Maufoux (1785, en grande partie détruite en 1869) : Lenoir donna un projet en 1764, rejeté comme trop coûteux[30].

#### Dans le reste de la Bourgogne

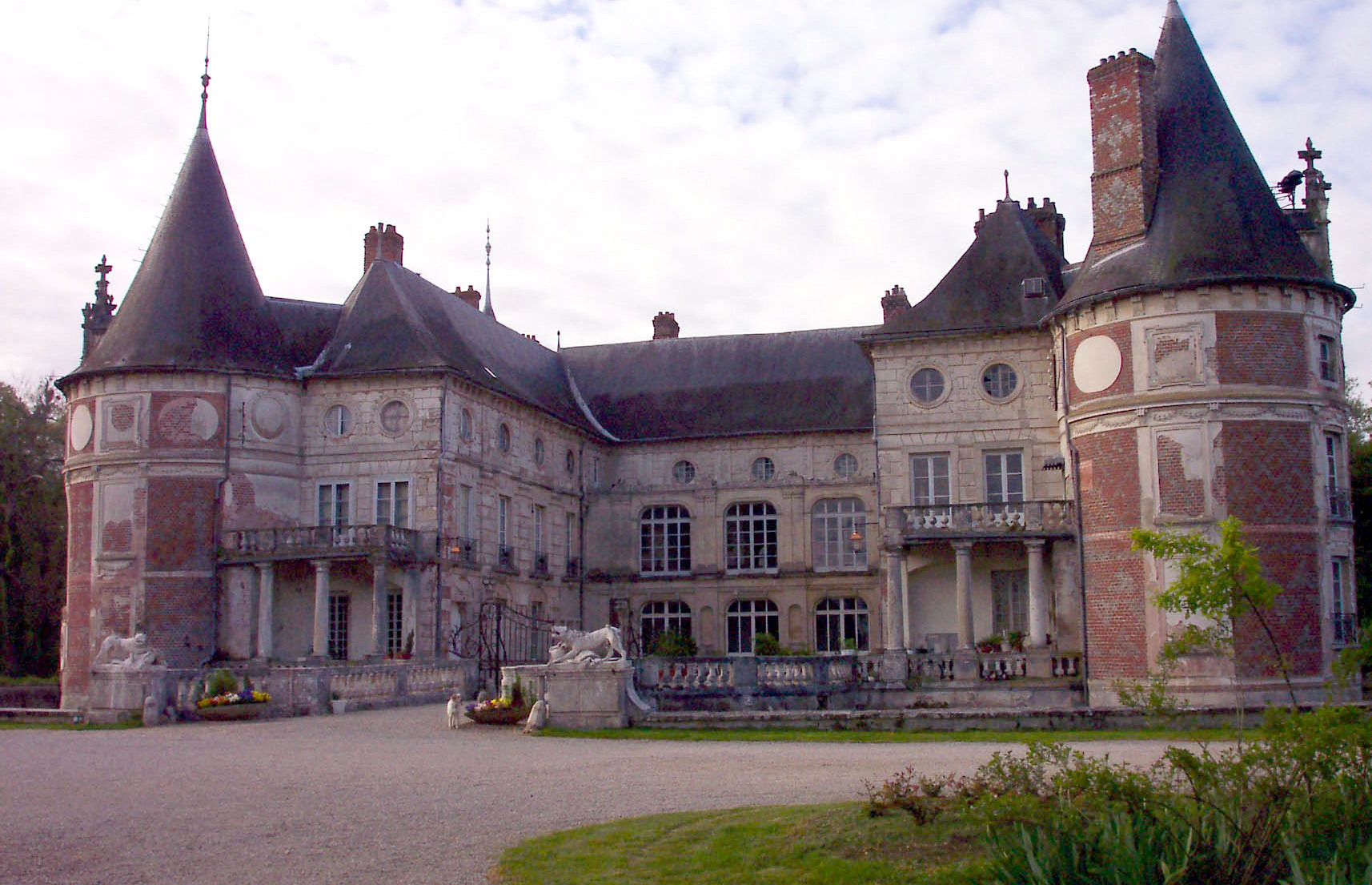
Château de Longecourt-en-Plaine, transformation, 1757-1761.

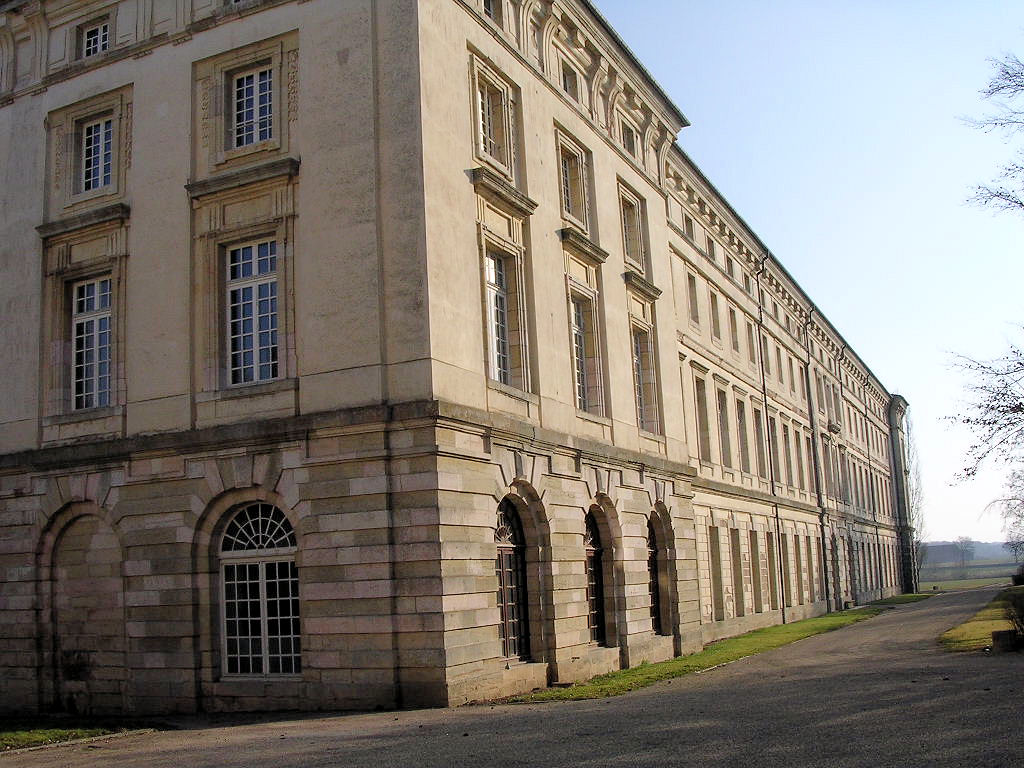
Abbaye de Cîteaux, bâtiment Lenoir, 1762-1771.

- Château de Toulongeon, à La Chapelle-sous-Uchon près d'Autun (Saône-et-Loire) (1756, détruit) : Agrandissement ou reconstruction pour Théodore Chevignard de Chavigny, gouverneur de Beaune. Après lui, le château appartint au comte de Vergennes, célèbre ministre de Louis XVI. Il fut pillé et détruit sous la Révolution française et les terres vendues comme biens nationaux.
- Château de Longecourt-en-Plaine (1757-1761) : Transformation d'un château féodal en demeure de plaisance pour le compte de Nicolas-Philippe Berbis. Des ouvertures sont percées dans les murailles de brique. Sur celles-ci, sont plaquées des guirlandes et des décors de stuc réalisés par des spécialistes allemands et italiens. On bâtit en avant des ailes des portiques d'ordre toscan supportant des balcons avec balustrades. Les dispositions intérieures du corps central sont complètement transformées : hall à colonnes au rez-de-chaussée et immense salon décoré de stuc imitant le marbre à l'étage. Les escaliers à vis, d'aspect médiévaux, sont remplacés par un escalier intérieur à double rampant. Même le mobilier est redessiné en accord avec la nouvelle configuration des lieux.
- Château de Montmusard (détruit) : On signale des embellissements réalisés par Samson-Nicolas Lenoir soit pour Claude-Philibert Fyot de la Marche soit, plus probablement, pour son fils.
- Château de Pouilly-lès-Dijon (1762) : Faisanderie du parc, que Lenoir grava lui-même. Il employa sur ce chantier Jean-Jacques Huvé, alors apprenti[31].
- Abbaye de Cîteaux (1762-1771) : Projet de restauration d'ensemble dont seul le « Bâtiment Lenoir » fut réalisé (1762, travaux achevés en 1771). « À chaque travée, la croisée du rez-de-chaussée et celle de l'étage s'inscrivent dans un défoncement commun, artifice que recommandait l'abbé Laugier pour produire à peu de frais un effet monumental ; ce bâtiment monastique est une très belle œuvre. »[32] Sur ce chantier, Lenoir employa Jean-Jacques Huvé entre 1762 et 1764[31].

### En Ile-de-France

#### À Paris
- Quartier d'Aligre (12e arrondissement) : En 1763, pour l'abbaye Saint-Antoine-des-Champs, Lenoir ajouta deux nouvelles ailes aux bâtiments abbatiaux, dont l'une subsiste dans le complexe de l'hôpital Saint-Antoine. Il construisit le marché d'Aligre (1767) sur des terrains cédés par l'abbaye et créa alentour un nouveau quartier (lotissement d'Aligre, 1767-1786)[33]. Sur ce chantier, Lenoir employa Jean-Jacques Huvé en 1765[31].
- Immeuble de Pont-de-Veyle, 1764 : Construction en arrondi à l'angle de la rue de l'Échaudé et de la rue Bourbon-le-Château.
- Maison de Buffon. Mais Lenoir dut s'effacer devant Verniquet comme architecte du Jardin des Plantes.
- Hôtel Benoît de Sainte-Paulle[34] (30, rue du Faubourg-Poissonnière, 10e arrondissement) : Construit en 1773 pour François Benoît de Sainte-Paulle, spéculateur à l'origine de la création du quartier du Faubourg Poissonnière. « Sans être un chef-d'œuvre, [cette maison] a été autrefois très décorée et fut complétée de deux ailes par Antoine-François Peyre. Lequeu et Soufflot le Jeune s'en inspirèrent dans leurs premières études pour l'hôtel de Montholon. »[35] Les deux ailes sur cour, aussi remarquables que le corps de logis principal, ont été construites en 1778 par Antoine-François Peyre pour Jean-François Caron, trésorier du Marc d'Or, acquéreur en 1776. L'immeuble avait sans doute été construit en vue d'une revente immédiate. Le plan massé du logis et ses façades – la façade sur le jardin ayant le même parti que la façade sur cour à ceci près que des pilastres y remplacent les colonnes – rappelle le Petit Trianon ou les premières réalisations de Claude-Nicolas Ledoux, à qui l'hôtel a jadis été attribué. Il est difficile de déceler les interventions respectives de Peyre le Jeune et de Lenoir dans le bâtiment sur rue, qui comporte au revers deux reliefs représentant l'Abondance et la Prudence. L'hôtel a été altéré au XIXe siècle par le lotissement du jardin. Transformé en bureaux, il a été racheté par la Ville de Paris qui l'a restauré en 1996 et rendu à sa destination d'habitation.
- Halle aux veaux (rue de Poissy) en 1774.
- Immeuble à l'angle de la rue de Saintonge (no 70) et du boulevard du Temple (no 19).
- Immeuble rue des Filles-du-Calvaire (no 17).
- Hôtel de Sechtré (66, rue René-Boulanger, 10e arrondissement) : Construit entre 1771 et 1776. « Conçu comme une grande cité, comprenant immeuble sur rue, cour à quatre pans coupés, plusieurs appartements dans le logis entre cour et jardin. Sur la rue reparaissent les gaines maniéristes dont Lenoir avait inauguré l'usage à Dijon. »[35]
- Hôtel Giambone : Vaste complexe destiné à permettre au financier génois Octave-Pie Giambone, anobli par l'acquisition d'une charge de secrétaire du roi, de loger les bureaux de sa banque et son habitation. Contrairement à certaines assertions[36], l'hôtel Giambone, devenu ensuite hôtel de La Riboisière, a bien été construit en 1775 : il se trouvait non pas sur la rue mais en cœur d'îlot au fond d'un passage qui pourrait être celui qui s'ouvre au no 62 de la rue René-Boulanger ; cet hôtel a été détruit lors du percement de la rue Taylor[35],[37]. Il ne doit pas être confondu avec l'immeuble connu aujourd'hui sous le nom d’hôtel de Rosanbo qui subsiste, quoique dénaturé, aux no 62-64 de la rue René-Boulanger, construit également pour Octave-Pie Giambone, mais par Nicolas-Claude Girardin entre 1777 et 1779[38].
- Immeuble à l'angle de la rue du Faubourg-Montmartre (no 48) et de la rue Buffault (no 1) (détruit) : Le baron de Frénilly a décrit dans ses Souvenirs l'appartement qu'il occupait sous le Consulat dans cet immeuble appartenant alors aux Riboutté : « Mon appartement était au premier avec une antichambre, un très joli salon ovale à trois travées, un cabinet, une chambre à coucher, une autre pièce, sans compter cabinet de toilette, garde-robe, chambre de domestique, cuisine, écurie et remise, le tout frais, complet et pour cent francs. »[39]
- Théâtre de la Porte-Saint-Martin, 10e arrondissement (1781, incendié en 1870, reconstruit en 1873).
- Transformation du château des Ternes, (17e arrondissement, quartier des Ternes) ; ces travaux, comme d'autres de Nicolas Lenoir, sont sujets à controverses[40].
- Projet d'un magasin à grains à bâtir à l'emplacement de l'enclos Saint-Laurent dans le cadre d'une spéculation envisagée par son beau-père Henri Riboutté.

#### En région parisienne
- Église Saint-Leu-Saint-Gilles de Bagnolet (Seine-Saint-Denis).

## Famille
- Noël Lenoir (ca 1689-1738), marié à Louise Béguin, fille de Nicols Béguin, entrepreneur en bâtiments, sept enfants, dont :
  - Samson-Nicolas Lenoir, marié le 3 juillet 1775 avec Marguerite-Louise Riboutté (Lyon, 1756-Paris, 1832), fille de Claude-Nicolas Riboutté, fabricant d'étoffes d'or, d'argent et de soie, frère d'Henri Riboutté (Commercy, 1720-Paris, 1797), contrôleur des rentes de l'hôtel de ville.
    - Adélaïde Lenoir (1776-1830)
    - Denis Lenoir (1779-1798)
    - Alexandrine Lenoir (1781-1819), mariée en premières noces, en 1796, avec Joseph-André Belzon, divorcés, puis, en secondes noces, avec Gédéon Hurtebinet (Nyon, 1768-Genève, 1853), dont trois enfants : 
      - Juste Adrien Lenoir, dit Adrien de la Fage (Paris, 1801-Saint-Maurice, 1862), compositeur et musicographe[41].

### Sources
- Michel Gallet, Les architectes parisiens du XVIIIe siècle, Paris, Éditions Mengès, 1995  (ISBN 2856203701)
- Biographie universelle, ou dictionnaire historique des hommes qui se sont fait un nom par leur génie, leurs talents, leurs vertus, leurs erreurs ou leurs crimes par F.-X. de Feller, p. 207.